# Bernie Juskiewicz
Bernard C. "Bernie" Juskiewicz (Northampton, Massachusetts; 6 de abril de 1943-Montpelier, Vermont; 8 de abril de 2020) fue un político estadounidense en el estado de Vermont.

## Biografía
Graduado en administración de empresas en Hadley en la  Academia Hopkins y en el The College of Emporia en Kansas.
Fue miembro de la Cámara de Representantes de Vermont, que se sentó como republicano del distrito de Lamoille-3, después de haber sido elegido por primera vez en 2012. Juskiewicz no buscó la reelección en 2018. También formó parte de la Junta de Lamoille Union High School y de la Junta de Cambridge Elementary School. También sirvió en el Cambridge Select Board.

## Muerte
Bernie Juskiewicz murió de COVID-19 el 8 de abril de 2020 en Montpelier, a la edad de 77 años. Le sobrevivieron su esposa, Suzan, tres hijos y cuatro nietos. El gobernador de Vermont, Phil Scott, ordenó que ondearan banderas a media asta en su honor. Juskiewicz fue una de las 24 personas que murieron como resultado de la pandemia de coronavirus 2020 en Vermont el 9 de abril de 2020.[cita requerida]